# Ignoramus et ignorabimus
 Ignoramus et ignorabimus  лат. (изговор:  игнорамус ет игнорабимус). Не знамо нити ћемо знати (Ди Боа Рејмонд)

## Поријекло изреке
Ово је изрекао у 19в. познати њемачки физиолог, професор берлинског универзитета, Ди Боа Рејмонд .

## Тумачење
„Не знамо нити ћемо знати“ рекао је на крају једног свог предавања овај берлински професор. Рејмонд мисли да постоје истине које човјек никада неће дознати.